# Sven Rothenberger
Sven Günther Rothenberger (Fráncfort del Meno, RFA, 1 de junio de 1966) es un jinete germano-neerlandés que compitió en la modalidad de doma. Está casado con la jinete neerlandesa Gonnelien Gordijn, y su hijo Sönke compitió en el mismo deporte.
Participó en dos Juegos Olímpicos de Verano, obteniendo dos medallas en Atlanta 1996, plata en la prueba por equipos (junto con Tineke Bartels, Anky van Grunsven y Gonnelien Rothenberger) y bronce en la individual, y el cuarto lugar en Atenas 2004, por equipos.
Ganó tres medallas en el Campeonato Mundial de Doma, en los años 1990 y 1994, y siete medallas en el Campeonato Europeo de Doma entre los años 1991 y 2005.

## Palmarés internacional
| Representando a Alemania         |                           |                   |                       |
| Campeonato Mundial               |                           |                   |                       |
| Año                              | Lugar                     | Medalla           | Categoría             |
| 1990                             | Estocolmo (Suecia)        | Medalla de oro    | Por equipos           |
| Campeonato Europeo               |                           |                   |                       |
| Año                              | Lugar                     | Medalla           | Categoría             |
| 1991                             | Donaueschingen (Alemania) | Medalla de oro    | Individual (libre)    |
| 1991                             | Donaueschingen (Alemania) | Medalla de oro    | Por equipos           |
| 1993                             | Lipica (Eslovenia)        | Medalla de plata  | Individual (libre)    |
| Representando a los Países Bajos |                           |                   |                       |
| Juegos Olímpicos                 |                           |                   |                       |
| Año                              | Lugar                     | Medalla           | Categoría             |
| 1996                             | Atlanta (Estados Unidos)  | Medalla de plata  | Por equipos           |
| 1996                             | Atlanta (Estados Unidos)  | Medalla de bronce | Individual            |
| Campeonato Mundial               |                           |                   |                       |
| Año                              | Lugar                     | Medalla           | Categoría             |
| 1994                             | La Haya (Países Bajos)    | Medalla de plata  | Por equipos           |
| 1994                             | La Haya (Países Bajos)    | Medalla de bronce | Individual (especial) |
| Campeonato Europeo               |                           |                   |                       |
| Año                              | Lugar                     | Medalla           | Categoría             |
| 1995                             | Mondorf (Luxemburgo)      | Medalla de plata  | Por equipos           |
| 1995                             | Mondorf (Luxemburgo)      | Medalla de bronce | Individual            |
| 1997                             | Verden (Alemania)         | Medalla de plata  | Por equipos           |
| 2005                             | Hagen (Alemania)          | Medalla de plata  | Por equipos           |